# Manuel González

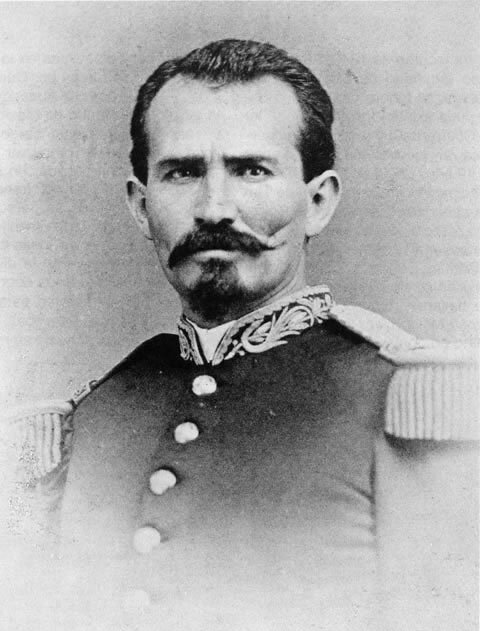
Prezydent Manuel González

Manuel del Refugio González Flores (ur. 1833, zm. 1893), meksykański wojskowy (generał) i polityk.
Był jedną z czołowych postaci obozu liberalnego. 1 grudnia 1880 objął stanowisko prezydenta (zajmował je do 30 listopada 1884). Jako szef państwa nie odgrywał większej roli politycznej. Nie radził sobie ze zwalczaniem korupcji na szczytach władzy, co sprzyjało umacnianiu się pozycji Porfirio Díaza. Jego administracja przygotowała nieudany program sprowadzania emigrantów włoskich do Meksyku.